# Pusti otok
Ovo je članak o zemljopisnom terminu. Za toponim vidi Pusti Otočić.
Pusti otok ili nenaseljeni otok je otok ili otočić kojeg trenutno ne nastanjuju ljudi. Nenaseljeni otoci su često korišteni kao mjesto radnje u književnosti i filmovi o brodolomima, i često su korišteni kao stereotip zemaljskog "raja". Neki pusti otoci su zaštićeni kao parkovi prirode a neki su privatnom vlasništvu. Najveći nenaseljeni otok na svijetu je otok Devon u Kanadi.

## U književnosti
Prva poznata priča s motivom pustog otoka je iz potekla iz pera arapskog autora Ibn Tufaila u 12. stoljeću, u djelu "Philosophus Autodidactus". "Oluja" Williama Shakespearea koristi motiv brodoloma na pustom otoku kao uvod u radnju.
Najznamenitije djelo ove tematike svakako je Robinson Crusoe Daniela Defoea iz 1719. Dvije godine praznika Julesa Vernea koristi isti motiv, ali su mu protagonisti djeca.
Razvoj filmske umjetnosti prati ekranizacija najpoznatijih djela motiva brodoloma na pustom otocima. Motiv inspirira i filmove poput Disneyjevih "Švicarskih Robinsona", "Cast Away", te TV serije "Lost".
Pusti otočić čest je motiv humorističnih strip-karikatura.